# Viaduc d’Oléron
Der Viaduc d’Oléron (auch Pont de l’île d’Oléron bzw. Pont d’Oléron) war bei seiner Eröffnung 1966 die längste Brücke Frankreichs, bis er 1975 von der Pont de Saint-Nazaire und 1988 von der Pont de l’île de Ré auf den dritten Rang verwiesen wurde. Er verbindet das französische Festland im Département Charente-Maritime mit der Île d’Oléron, der zweitgrößten Insel Frankreichs (nach Korsika) und der größten Insel an seiner Atlantikküste.

## Beschreibung
Der Viaduc d’Oléron beginnt bei Bourcefranc-le-Chapus und führt auf einer Länge von 2862 m (3027 m einschließlich der Zufahrtsrampen) auf 45 Pfeilern über die Meerenge des gezeitenabhängigen Coureau d’Oléron und der zu seinen beiden Seiten liegenden Austernzuchtgebiete bis zu einer Landzunge der Île d’Oléron. Er verläuft dabei teilweise parallel zu einem der Dämme, die bis zu den früheren Fähranlegern am Rand der Fahrrinne führen.
Die Brücke hat einen 10,60 m breiten Fahrbahnträger mit zwei Fahrspuren für Kraftfahrzeuge, durch Markierungen abgetrennte Fahrspuren für Fahrräder und beidseits enge Gehwege. Sie wird nachts beleuchtet. Die Brücke trägt außerdem Wasser-, Strom- und Telefonleitungen zur Insel. 
Aus technischer Sicht handelt es sich um eine Spannbetonbrücke aus 46 unterschiedlich langen Brückenfeldern auf rechteckigen Betonpfeilern, davon 26 Feldern mit 79 m Länge, deren Fahrbahnplatten von einzelligen gevouteten Hohlkästen getragen werden. Die Feldlängen im Einzelnen sind: 28,75 + 7x39,50 + 59,25 + 26x79,00 + 59,25 + 9x39,50 + 28,75 m.

## Geschichte, Bauverfahren
Seit 1875 wurden die verschiedensten Vorschläge gemacht, die Insel durch Brücken oder Tunnel mit dem Festland zu verbinden. Eugène Freyssinet schlug 1932 eine Spannbetonbrücke mit 28 Brückenfeldern zu je 100 m Länge vor. Aber erst 1962 wurde das Unternehmen Campenon Bernard mit dem Bau des Viadukts nach den Plänen seines leitenden Ingenieurs Jean Muller beauftragt, das in der Zeit von Mai 1964 bis Juni 1966 ausgeführt wurde.
Die Brücke wurde, ebenso wie Jean Mullers zu der Zeit noch nicht ganz fertiggestellte Pont de Choisy, im Freivorbau aus Hohlkasten-Fertigteilsegmenten hergestellt, die an Land in einem temporären Fertigteilwerk produziert wurden. Das Verfahren enthielt jedoch zwei wesentliche Weiterentwicklungen: Für die Pont de Choisy war eine vollständige Serie der für die Kragarme erforderlichen Segmente auf einer langen Fertigungsstrecke im Kontaktverfahren hergestellt worden. Dies war angesichts der schieren Länge des Viaduc d’Oléron ausgeschlossen. Deshalb wurden nur jeweils zwei Segmente gegeneinander betoniert. Nach dem Aushärten kam eines auf den Lagerplatz, während die Stirnseite des anderen als Schalungsform für das nächste Segment diente. Auf diese Weise wurden 860 einzelne Segmente hergestellt. Wegen des flachen Wassers konnten die Segmente nicht, wie bei der Pont de Choisy, mit Leichtern antransportiert und mit einem Schwimmkran eingehoben werden. Außerdem hätten die ständigen Unterbrechungen durch die Ebbe den Bauablauf zu sehr verzögert. Aus diesem Grund wurde ein Vorbaugerüst (poutre de lancement, launching gantry) konstruiert, das auf einem Pfeiler stand und lang genug war, um die über die bereits fertiggestellten Abschnitte der Brücke angelieferten Segmente aufzunehmen und dann an beiden Seiten des Pfeilers zur Herstellung der Kragarme an ihren Platz zu heben, wo sie, wie bei der Pont de Choisy, mit Epoxidharz verklebt und mit Spanngliedern am Freivorbau verankert wurden. War ein Brückenfeld auf diese Weise geschlossen und der Kragarm auf der anderen Seite des Pfeilers bis zur Mitte der nächsten Brückenöffnung vorgebaut worden, konnte das Vorbaugerüst zum nächsten Abschnitt verschoben werden. Auf diese Weise war es möglich, die Brücke in nur 25 Monaten herzustellen. Mit diesem Verfahren wurde die Grundlage für eine lange Entwicklung des Baus von Spannbetonbrücken im Freivorbau mit vorgefertigten Segmenten gelegt.

## Maut oder keine Maut
Die Brücke war bis 1992 mautpflichtig. Um das inzwischen besonders durch Touristen gestiegene Verkehrsaufkommen einzuschränken, stimmte eine beratende Versammlung der Insel 2014 dafür, eine Maut bzw. eine als Umweltsteuer (écotaxe) bezeichnete Abgabe für Inselfremde einzuführen, was jedoch auf Widerstand stieß. Ein geplantes Referendum wurde schließlich vom Conseil d’État in seiner Funktion als oberstes Verwaltungsgericht abgesagt.